# Gozewijn Comhaer
Gozewijn Comhaer (Deventer, ca. 1375 – Saint-Pierre-de-Chartreuse 20 juli 1447) was bisschop van Skálholt (IJsland) van 1437 tot 1447. 
Comhaer werd vermoedelijk geboren in Deventer. Zijn vader Gerrit Gozewijnzn. Comhaer (†1415) was afkomstig uit Zaltbommel en een rijke goudsmid en burger in Deventer. Gerrit vertrok rond 1400 met zijn tweede echtgenote Aleid ter Poorten naar Denemarken, waar hij muntmeester werd van koning Erik VII van Denemarken.
Gozewijn ging in Deventer waarschijnlijk naar de Latijnse School. Hij wilde vervolgens intrede doen bij de kloosterorde van Windesheim, maar werd geweigerd vanwege zijn rijke afkomst. In 1400 trad hij toe tot de Kartuizer kloosterorde Sint Jansdal in Zelem in Belgisch Limburg, waar hij in 1407 werd gekozen tot prior. Zeven jaar later ging hij naar het Kartuizerklooster Grande Chartreuse in Grenoble in Frankrijk.
Comhaer reisde voor 1418 naar Denemarken, waar hij via zijn vader in ontmoeting kwam met Erik van Pommeren, koning van Denemarken. Hij werd biechtvader van de koning, en was in 1427 de gezant van de koning in Pruisen. In 1428 werd hij benoemd tot hoofd van een kartuizerklooster dat in het bisdom Århus in Jutland werd gesticht in de vervallen complexen van het Onze-Lieve-Vrouweklooster (Vor Frue Nonnekloster) in Randers en het klooster van Glenstrup.
Daarna werd hij benoemd tot bisschop van Skálholt op IJsland. Het is onduidelijk of dat in 1435 of 1437 was. Wel staat vast dat Hendrik VI, koning van Engeland op 22 november 1436 een document uitgaf waarin staat dat bisschop Gozewijn Comhaer met gevolg naar IJsland mag reizen en voorraden, benodigdheden voor religieuze diensten, textiel en meer mag inslaan. Comhaer kwam in 1437 aan in IJsland. Twee jaar later fungeerde hij als bisschop voor het hele land, omdat de nieuwe bisschop van Hólar, het andere bisdom van IJsland, nooit in IJsland arriveerde. Comhaer bleef in IJsland tot eind 1440. Hij keerde terug naar IJsland in 1442, zal veel door het land hebben gereisd en vertrok eind 1444 naar Engeland. Daarna ging hij naar Holland en was hij nog korte tijd in Deventer, waarna hij zich ten slotte opnieuw naar klooster Grande Chartreuse begaf, waar hij in 1447 stierf.
Tijdens Comhaers tijd als bisschop begonnen de Nederlanders handel te drijven met IJsland.
Van zijn naam Gozewijn zijn de IJslandse namen Gottsvin, Gottsveinn en Guðsveinn afgeleid.